# Boonta Eve Race
De Boonta Eve Race oftewel Boonta Classic is een fictieve podrace uit de Star Wars saga. De podrace is te zien in Star Wars: Episode I: The Phantom Menace. Het is een sport op de planeet Tatooine, waar slaaf Anakin Skywalker zijn vrijheid won. Hij is de enige mens die ooit meedeed aan de gevaarlijke sport.
De Boonta Eve Race is een van de weinige podraces die nog worden gehouden in het universum. De race wordt gehouden op de planeet Tatooine in Mos Espa.
De race is een van de gevaarlijkste ooit, vele racers halen de eindstreep amper en corruptie is daar geen onbekend woord. De racer Sebulba is een Dug van Malastare en bemant een opvallende podracer van het type split-X. Hij heeft zijn pod verrijkt met allerlei onorthodoxe snufjes zoals vlammenwerpers om zijn mede-racers te roosteren en ander leuk wapentuig. Volgens de bevolking is hij de podracer bij uitstek. Zijn allergrootste rivaal is Anakin Skywalker die, hoewel hij de finish nog nooit als eerste heeft bereikt, goed op weg is om Sebulba te verslaan, wat ook gebeurt in Star Wars: Episode I: The Phantom Menace.
Het rotsachtige parcours van Mos Espa is de gevaarlijkste van allemaal, de podracers zweven tegen snelheden van 750 à 800 km/u over het grondoppervlak en moeten dan bij de Jag Crag Gorge door een smalle, nauwe bocht in een kloof die hen naar de oppervlakte leidt. De Metta Drop daarentegen vereist uiterst veel concentratie en stalen zenuwen omdat men alleen kan optrekken als men daaruit is. Dan moet men ook nog eens opletten voor de Tusken Raiders die er niet voor terugdeinzen de deelnemers te beschieten.

## Uitgebreid verhaal
De Boonta Eve Classic Race is de grootste jaarlijkse Podrace die op Tatooine wordt gehouden, en die door Hutts wordt georganiseerd om de vakantie van Boonta Eve te herdenken. De race wordt net buiten Mos Espa Gehouden, in de Mos Espa Grand Arena. De Boonta race begon in de Mos Espa Grote Arena. Daar zouden duizenden toeschouwers samenkomen, hopend om hun begunstigde racer te zien winnen, een glimp van een spectaculaire botsing vangen, of een fortuin winnen gokkend op het resultaat van de race.
De formele race-ceremonie begon met een parade van vlag-dragers; elk droeg van een van de racers het distinctieve embleem, en stelde vóór het beginnende race-duel op. Zodra de dragers het veld ontruimden, zouden de massieve motoren van Podracers leven brullen, toeschouwers bezorgd maken om de kans om bij snelheden te komen die de grens van 700 kilometer per uur overschrijden. De Mos Espa cursus vlamde uit de arena op de Starlite Vlakten. Het is een gemakkelijke race op van woestijn waar agressieve Podracers voor sterke beginnende posities streefden. Racers moesten in enig dossier opstellen om akkoord te gaan met groot gevaar de buigende canion in te gaan die door de Vlakten snijdt, 
dit rondom de "Paddenstoel Mesa", een rotsachtige uitgestrektheid die door immense bolvormige rotsvormingen wordt overheerst door open terrein. De Daling van Metta, een plotselinge opening, liet racers vallen op de Vallei van de Krater Ebe, waar zij opnieuw een eind moesten navigeren om de Inkeping in de Canion van de Bedelaar binnen te gaan. Het racersteam ging toen op een lengte van woestijnvlaktes die aan het Overzees van het Duin grenzen verder. Een van de gevaarlijkste gebieden—de Canion van de Boog—dwong racers om door stenen te manoeuvreren alvorens een andere reeks canions, met inbegrip van Whip, Crag van de Punt Kloof, en ondergrondse Laguna in te gaan.
Tevoorschijn komend uit de holen, scheurden de racers door de strakke Draai van het Duin van de Canion, die bekend is om een campsite van de Tusken Raiders. Podracers die potshots van de Tusken Raiders toen overleefde moesten de rotsachtige hindernissen in Kromming ontwijken alvorens de laatste rek van canion in te gaan, die de Rol, de Helling van Jett en de Kurketrekker omvatte. Weggaand van de Kurketrekker via Doorknob van de Duivel, kwamen de racers op de Vlakten van Hutt, een brede, nutteloos uitgestrekte vlakte waar ze weer tevoorschijn kwamen op de vlakte die ze tot de arena leidde. Deze volledige ronde vertegenwoordigde één overlapping, en Klassiek van de Boonta Eve vereist drie overlappingen voor voltooiing. 
Tijdens de gebeurtenissen nam jonge Anakin Skywalker deel aan de Boonta Eve classic. Gesponsord door Jedi Meester Qui-Gon Jinn, ging Anakin zijn op bestelling gemaakte Podracer in, op de concurrentie in. Alhoewel de kansen de Dug Sebulba uitstippelden als winnaar, won Anakin met de Force, hij kwam eerst binnen. Het was overweldigend geloei aan de ex-kampioen. Anakin won ook zijn vrijheid en was geen slaaf meer.